# Semiothisa liquata
Semiothisa liquata là một loài bướm đêm trong họ Geometridae.